# Dominik Moniuszko
Dominik Moniuszko, (ur. 6 lipca 1788 Śmiłowiczach, zm. 24 sierpnia lub 24 października 1848 w Mińsku) – działacz społeczny, pionier uwłaszczenia chłopów, filantrop, założyciel szkół Pocieczole i Radkowszczyźnie, doktor obojga praw, stryj kompozytora Stanisława Moniuszki.

## Życiorys
Rodzina
Był synem Stanisława Moniuszki herbu Krzywda, sędziego wojskowego Wielkiego Księstwa Litewskiego i Ewy Moniuszko z rodziny Woyniłłowiczów, córki rotmistrza województwa nowogrodzkiego. Miał pięciu braci: Ignacego, Józefa, Czesława, Kazimierza i Aleksandra. Moniuszko miał narzucić sobie dobrowolny celibat wyrzekając się związku z panną Prószyńską.
Edukacja
Na początku nauki kształcił się w domu pod okiem ojca, następnie w konwikcie szlacheckim w Śmiłowiczach (w gubernii Mińskiej, w powiecie Ihumeńskim) prowadzonym przez Zgromadzenie Księży Misjonarzy. Po ukończeniu studiów na Uniwersytecie Wileńskim ze stopniem doktora obojga praw około 1810 roku powrócił na tereny klucza śmiłowickiego.
Służba wojskowa
W 1812 roku wstąpił do 3. pułku jazdy strzelców, by wziąć udział w wojnach napoleońskich. Podczas wypraw wojennych odwiedzał zagraniczne wiejskie placówki pedagogiczne w Niemczech i Francji. Służbę wojskową zakończył w 22 lutego 1816 ze stopniem majora.
Powrót do kraju
Po powrocie ze służby wojskowej rozpoczął proces uwłaszczania chłopów. W 1816 r. został mistrzem wolnomularskim loży «Pochodnia Północna» w Mińsku. W 1824 założył szkoły wiejskie: dla dziewcząt w Pocieczole oraz dla chłopców w Radkowszczyźnie. Po zawodzie miłosnym w 1828 r. wyjechał na rok do Warszawy, wówczas podjął dwie próby samobójcze. Po powrocie do Radkowszczyzny poświęcił się całkowicie sprawom społecznym i oświatowym.
Bankructwo i schyłek życia
Ze względu na pogarszający się stan majątku Dominik Moniuszko opuścił swoje tereny w 1843 r. i wyjechał do Mińska. Tam spędził ostatnie lata życia umierając podczas epidemii cholery w 1848 r. Istnieją rozbieżne informacje dotyczące dokładnej daty jego śmierci. Alojzy Kuczyński pisze o 24 października, a Aleksander Jelski o 24 sierpnia, argumentując, że w październiku epidemia w Mińsku już się skończyła. Moniuszko został pochowany na cmentarzu na Złotej Górce, gdzie obecnie znajduje się kościół św. Rocha (św. Trójcy) w Mińsku.

## Działalność społeczno-oświatowa
Uwłaszczenie
Po powrocie z wojen napoleońskich Dominik Moniuszko rozpoczął proces uwłaszczania chłopów mieszkających i pracujących na należących do niego terenach klucza śmiłowickiego. Działanie podjął kilkadziesiąt lat przed ogłoszeniem carskiego ukazu o uwłaszczeniu włościan w Królestwie Polskim. Wprowadził instytucję sądu wiejskiego, zachowując przy tym prawo apelacji do dziedzica. Zniósł karę cielesną zamieniając ją na kary pieniężne, pracę przymusowe i wynagrodzenia krzywd. Podzielił swój majątek na osobne kolonie przydzielając każdą jednej rodzinie włościańskiej. Jedna kolonia obejmowała 3 włóki ziemi, z lasem i łąkami oraz ogrodem owocowym. Moniuszko pozostawił sobie jeden folwark i utrzymywał go z czynszów pobieranych od włościan.
Szkoły w Pocieczole i Radkowszczyźnie
25 października 1824 r. Dominik Moniuszko założył dwie szkoły wiejskie – konwikt dla dziewcząt wiejskich w Pocieczole i szkółkę parafialną dla chłopców w Radkowszczyźnie. Nauka w szkole w Pocieczole była organizowana wg metody Pestallozziego, a w Radkowszczyźnie nauczanie opierało się na systemie Bella-Lancastera (czyli tzw. systemie monitorialnym). Obie placówki były utrzymywane przez Dominika Moniuszkę oraz z drobnych składek włościan. Dzieciom uczęszczającym na zajęcia było zapewniane wyżywienie. Regulując swój stosunek wobec uwłaszczonych rodzin chłopskich Moniuszko wprowadził obowiązek szkolny. Kurs w obu szkołach trwał dwa lata. W semestrze zimowym dzieci uczęszczały na zajęcia z przedmiotów teoretycznych, miesiące letnie wychowankowie spędzali na praktykach przy szkółce lub w domach rodzinnych. Program obejmował naukę czytania w jęz. rosyjskim i polskim oraz lekcje z zakresu religii, kaligrafii, arytmetyki, geometrii (łącznie z miernictwem w praktyce), geografii, historii, nauk przyrodniczych, rysunku, ogrodnictwa, technologii, rolnictwa, leśnictwa, pszczelarstwa. Uczennice i uczniowie zdobywali wiedzę w obszarze higieny, gimnastyki, sztuki felczerskiej, weterynarii, pracy rolniczej i rzemiosła (stolarstwo, koszykarstwo, powroźnictwo, kołodziejstwo, rymarstwo). Dzieci rozpoczynały naukę pisania w ogrodzie, kreśląc litery na ziemi. Na późniejszym etapie zaczynały pisać piórem na papierze. Obok szkół funkcjonowały też zakłady pomocnicze – ogrody (owocowy, lekarski, warzywny), apteka, mały szpital i laboratorium chemiczne. Zaplecze dydaktyczne tworzyły biblioteka, zbiór globusów i map oraz gabinet z przyrządami, urządzeniami i aparaturą fizyczną. Podczas praktyki rolniczej używano narzędzi sprowadzonych z fabryki Evansa. Moniuszko sprowadził do Pocieczoła i Radkowszczyzny specjalistów, którzy zajmowali się nauczaniem oraz prowadzeniem szkolnych zakładów. Laboratorium chemiczne działało pod kierunkiem wykształconego w Paryżu przyrodnika i farmaceuty Ściborowskiego, a apteka i szpital były zarządzane przez doktora medycyny Dominika Poźniaka. Dominik Moniuszko również zajmował się nauczaniem, prowadząc wykłady, zarówno w szkołach, jak i w plenerze, podczas spacerów z dziećmi. W skład grona pedagogicznego wchodził także Andrzej Klinicki (lub Klennicki), wychowanek szkoły w Radkowszczyźnie, który po śmierci Moniuszki pozostał przyjacielem jego rodziny.
Szkoły w Radkowszczyźnie i Pocieczole były nadzorowane przez Cesarstwo Rosyjskie. W 1824 z rozkazu Cara Mikołaja placówkę w Pocieczole wizytował generał Aleksandr Strogonow. Według raportu wizytatora szkół gubernii mińskiej, prof. Berkmana w 1826 roku do szkół uczęszczało 46 uczniów.
Władze carskie miały ambiwalentny stosunek do oświatowego projektu Moniuszki. W 1838 na mocy rządowego polecenia zamknięto szkołę w Radkowszczyźnie, a dwa lata później na łamach Tygodnika Petersburskiego pojawił się artykuł chwalący konwikt w Pocieczole.
Szkoła żeńska funkcjonowała do roku 1853 dzięki wsparciu finansowemu Ignacego Moniuszki.

## Efekty działalności w Radkowszczyźnie i Pocieczole
Zmiany społeczne

W relacjach źródłowych uwłaszczeni przez Moniuszkę chłopi są przedstawiani jako osoby wyedukowane, przestrzegające zasad higieny, mające fachowe wykształcenie i odróżniające się od mieszkańców sąsiednich terenów pod względem obyczajowości. Świadectwem, które, za życia Moniuszki, opisuje przemiany społeczne w Radkowszczyźnie i Pocieczole jest fragment artykułu opublikowanego 6 listopada 1840 r. w Dzienniku Petersburskim.
[T]rzydzieści lat ciągłej pracy odmieniło całą rassę [sic] ludzi, na co zdawało się że wieków potrzeba było. W początkach założenia szkoły którą każde dziecko włościańskie przejść musi, nie oddalając się z niej aż po upływie lat naznaczonych, dziedzic miejsca musiał się przed ich rodzicami ukrywać, bo życie jego było w niebezpieczeństwie, gdy dzisiaj dosyć odwdzięczyć niemogą [sic] panu, za jego ojcowskie postępowanie. —Każde z nich zna się najdoskonalej na uprawie roli, na ogrodnictwie, umie się obchodzić z lasami, czyta i pisze, odziany jak tylko można najczyściej nieodmieniając [sic] ani pierwotnego kształtu ani grubego sukna swojej odzieży, niewstydzą [sic] się tego, i mają sobie za chlubę być włościanami, a co największa że są moralni, pobożni i uczciwi, że w całej włości która jest bardzo wielka, niema nikogo którenby [sic] źle się prowadził. Zdaje się niepodobnem do wiary to opisanie, ale odwiedzając tę szkołę w Mińskiej Gubernii, lhumeńskim powiecie położoną, mimowolnie trzeba być przejętym prawdziwym uwielbieniem ku dziedzicowi.
W biografii Stanisława Moniuszki z 1873 r. Aleksander Walicki, który miał okazję poznać Dominika Moniuszkę, opisuje sytuację włościan w podobny sposób.
Włościanie, wyszedłszy z jego szkoły, byli ludźmi moralnymi, wykształconymi […], każdy miał przyszłość sobie zapewnioną, a gmina ta posiadała u siebie wszystkich rzemieślników, jakich tylko potrzebowała. Ciekawy to był i rozrzewniający widok tych włościan, obok otaczających ich sąsiadów ciemnych, biednych, i na-wpół dzikich. Oglądano ich jak osobliwość, nie mogąc się dość wydziwić ich oświacie, ich przyzwoitemu obejściu, ich dobremu bytowi, lecz nikt Dominika naśladować nie chciał.

Spójny z poprzednimi dwoma opis można odnaleźć w biografii Stanisława Moniuszki autorstwa Bolesława Wilczyńskiego opublikowanej w 1900 roku. 
Kto zobaczył scenę, gdzie lud, starannie odziany, obyczajny, trzeźwy, pilny i zamożny, wypełnia ramy treścią pracy zacnej i rytmicznie uporządkowanej, gdzie rolnik jest zarazem rzemieślnikiem i człowiekiem poważnym, zdolnym tworzyć i rozkazywać sobie, gdzie oblicza promienne i zadowolnione wróżą przyszłość pomyślną, wszak taką scenę kto wywołał z nędzy, upodlenia i grozy, rzec może słusznie: idę spocząć bez żalu, bom spełnił zadanie swoje. 
Ocena działalności
Narracje, zarówno o działalności Dominika Moniuszki jak i o jego osobie są spójne. Teksty Jelskiego, Walickiego, Kuczyńskiego i Wilczyńskiego przedstawiają go jako wrażliwego na problemy społeczne, reformatora, eksperymentatora, humanistę, filantropa i radykalnego demokratę. Biografowie podkreślają, że poświęcił na rzecz włościan nie tylko cały dobytek, ale także życie prywatne, w tym narzucił sobie dobrowolnie celibat. Biografowie wskazują też na powszechny brak zrozumienia dla działalności społeczno-oświatowej Moniuszki, który w popularnej opinii był uznawany za niepoczytalnego chłopomana, który z własnej woli stracił cały majątek.

## Upamiętnienie
Za życia Dominika Moniuszki nie powstało wiele poświęconych mu tekstów o charakterze biograficznym. Wzmianka o tym pojawiła się w artykule Tygodnika Petersburskiego z 1840 roku.
Szkoda, że dotychczas nie ma szczegółowego zakładów opisania Pocieczoła i Filozofa - Obywatela, który wyłącznie poświęcony dla dobra ludzkości, mało jest komu znajomym.
Pierwszy encyklopedyczny wpis dotyczący Dominika Moniuszki pojawił się w 18 tomie Encyklopedii Powszechnej Orgelbranda z 1864 r. Jego autorem był Alojzy Kuczyński. W publikacjach biograficznych Dominik Moniuszko pojawia się przede wszystkim jako członek rodziny Stanisława Moniuszki. Kilka stron biografii kompozytora poświęcili na opisy szkół w Pocieczole i Radkowszczyźnie Bolesław Wilczyński oraz Aleksander Walicki. W biografii Stanisława Moniuszki z 1873 r., w części poświęconej rodzinie kompozytora Walicki wskazuje jednak na brak dostępnych publikacji dotyczących Dominika Moniuszki.
[Ż]adne pismo publiczne o tym postępku Dominika nigdy nie wspomniało, chociaż fakt był nader ciekawym i zajmującym.
Pierwszym obszernym tekstem biograficznym poświęconym Moniuszce jest wpis Aleksandra Jelskiego w zbiorze „Album biograficzne zasłużonych Polaków i Polek wieku XIX” z 1901 r. Pojawia się w nim krytyczne omówienie dostępnych materiałów źródłowych dotyczących Moniuszki.
Tylko w narodach ulegających rozkładowi taki obywatel kraju, jak Dominik Moniuszko nie doczekał się obszernej, wyczerpującej biografii; wzmianki bowiem Kuczyńskiego, Walickicgo, lub Żeligowskiego (Antoniego Sowy) w drugiej niewydanej części «Jordana,» zostającej w rękopismie, ani też niniejszy życiorys krótki nie odpowiadają zgoła chwale wyjątkowego zaprawdę męża w narodzie.
Dominik Moniuszko zostawił po sobie ręczne zapiski, które miał przechowywać po śmierci Dominika jego brat, Ignacy Moniuszko w rodzinnym folwarku w Pobereżu (Pobereże Skuplińskie, daw. Pow. Ihumeński).
Na cmentarzu na Złotej Górce, w miejscu pochówku Dominika Moniuszki postawiono kamień z napisem „Od wiernych włościan poddanych.”. Aleksander Jelski potwierdzał obecność kamienia na cmentarzu na przełomie XIX i XX w. Aktualnie kamień nie istnieje lub nie jest znana jego lokalizacja.

## Ciekawostki
W trakcie badań Igora Gatalskiego w latach dziewięćdziesiątych XX w. natrafiono na ślad fotela wykutego w kamieniu, który Dominik Moniuszko położył przy drodze w Radkowszczyźnie. Na wydobytym z ziemi w 2020 roku głazie-fotelu widnieje napis: „PRZECHODNIU SPOCZNIJ w Radomiu Ratkowskim z 1812 r. GOSPODARZA R. 1827 DM. SP”.

II część fantazji dramatycznej „Jordan”, pt. „Zorski”, autorstwa Józefa Żeligowskiego (Antoniego Sowy) zawiera krótką wzmiankę o Dominiku Moniuszce. Tekst powstał w 1847 roku i został zatrzymany w druku w 1851 r. przez carską policję. Podobizna Moniuszki widnieje na portrecie przedstawianym chłopom przez tytułowego bohatera.
Ten portret - to Moniuszki Dominika, 
Stryj Stanisława, - wielkiego muzyka,
[…]
Ten pan Dominik - bardzo Pan kochany,

Był całą duszą dla ludu oddany.
W tekście Żeligowskiego Moniuszko jest zestawiany z postaciami Stanisława Staszica i Joachima Litawora Chreptowicza.